# Государство Восточная Суматра
Государство Восточная Суматра (индон. Negara Sumatera Timur) — государство, образованное в 1947 году на части территории Нидерландской Ост-Индии.
Государство Восточная Суматра было образовано 25 декабря 1947 года в северо-восточной части острова Суматра в рамках попытки властей Нидерландов удержать контроль над районом, богатым нефтью, с большими плантациями каучуконосов и табака. Нидерландские власти были поддержаны теми слоями населения, которые находились в оппозиции к индонезийскому национальному республиканскому движению: представителями традиционной феодальной и племенной знати, а также национальными меньшинствами (каро и китайцами).
В 1949 году Восточная Суматра стала частью Республики Соединённые Штаты Индонезии.